# Zuni (Calvi Risorta)
Zuni è una frazione del comune di Calvi Risorta in provincia di Caserta.
La frazione è suddivisa in due parti:
- La parte più alta e più antica, dove si trova la chiesa di San Nicola recentemente ristrutturata. In questa parte è situato anche il vecchio palazzo baronale, ancora in uso per processioni e manifestazioni. Questa parte di Zuni è detta "ngopp i Zuni" o anche "Zuni stazione"; quest'ultima dicitura è nata quando, negli anni quaranta, la baronessa del tempo, non diede il permesso alle ferrovie di far passare i binari sul proprio terreno e quindi, di posizionare una stazione ferroviaria a Zuni, discriminando in questo modo l'economia del territorio.

- La parte bassa di Zuni è invece detta "Seminario" poiché vi si trova un vecchio seminario di Padri Passionisti. In questa si trovano la casa comunale, il rione San Nicola, il poliambulatorio dell'ASL Caserta (ex CE 2) ed il 118. Durante il periodo estivo veniva ambientata l'estate calena: cinema, teatro e concorsi canori.

| Controllo di autorità | VIAF (EN) 92144648435154109468 · BNF (FR) cb12372804g (data) |